# Plotococcus eugeniae
Plotococcus eugeniae är en insektsart som beskrevs av Miller och Denno 1977. Plotococcus eugeniae ingår i släktet Plotococcus och familjen ullsköldlöss. Inga underarter finns listade i Catalogue of Life.